# 彦根市民会館
彦根市民会館（ひこねしみんかいかん）は、滋賀県彦根市にあった多目的ホール。

## 概要
建物は地上2階、地下1階、延べ床面積6600平方メートル。土地は大部分が滋賀縣護國神社の社地で借地である。
大ホールや小ホールのあった多目的ホールだったが、文化拠点の機能は1997年に完成した彦根市文化プラザに移された。以後は事務室として使用され、彦根市の教育委員会や上下水道部などがこの建物に入り、あわせて会議室の貸館などの事業を行っていた。
1964年（昭和39年）6月に完成。1994年（平成6年）に鉄骨平屋建ての自転車置き場が整備された。建物老朽化のため2021年（令和3年）6月30日に閉館した。彦根市の部局は同年7月に完成した彦根市の新庁舎に移転。建物は解体撤去することが決定しており、解体後の跡地は彦根市から賃借先の滋賀縣護國神社に返却される予定。

## 施設
- 第1会議室
- 第2会議室
- 第3会議室
- 料理教室
- ギャラリーA
- ギャラリーB
- 舞台練習場